# دوري هونغ كونغ لكرة القدم 1980–81
دوري هونغ كونغ لكرة القدم 1980–81 هو الموسم 36 من دوري هونغ كونغ لكرة القدم ‏. كان عدد الأندية المشاركة فيه 11، وفاز فيه نادي سيكو ‏.